# Tritia corniculum
Tritia corniculum is een slakkensoort uit de familie van de fuikhorens (Nassariidae). De wetenschappelijke naam van de soort werd in 1792 voor het eerst geldig gepubliceerd door Olivi.

## Tritia corniculum var. minor

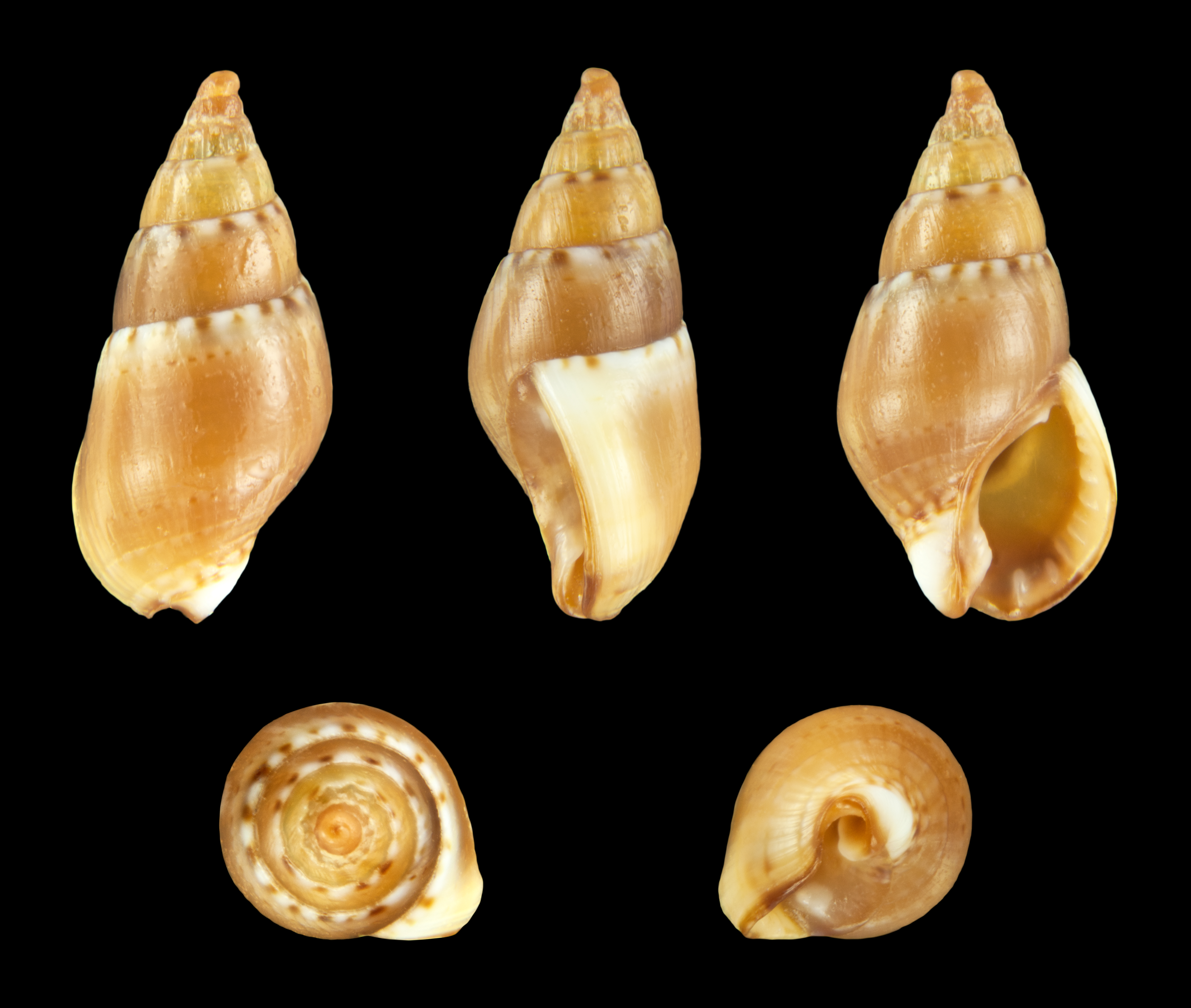
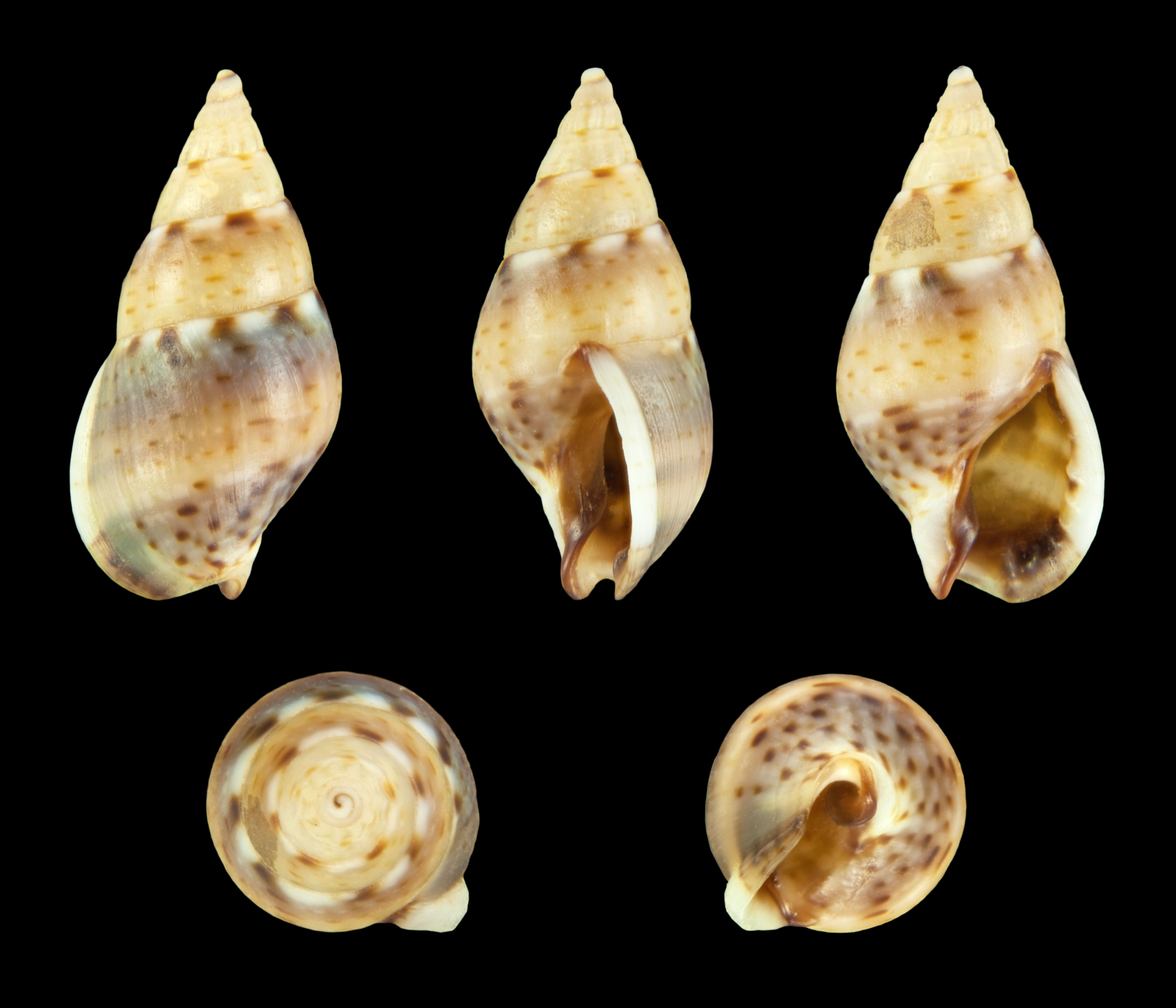